# Mazarulleque
Mazarulleque es una localidad española del municipio de El Valle de Altomira, perteneciente a la provincia de Cuenca, en la comunidad autónoma de Castilla-La Mancha.

## Localidades limítrofes
Confina con las siguientes localidades:
- Al norte con Garcinarro.
- Al noreste con Moncalvillo de Huete.
- Al sureste con Huete.
- Al suroeste con Vellisca y Saceda-Trasierra.
- Al oeste con Illana.

## Historia
En las inmediaciones del pueblo se localizan los restos visibles de una villa con muros de opus caementicium, cerámicas, una moneda  de Faustina Joven, El yacimiento parece potenciarse durante el Bajo Imperio
Así se describe a Mazarulleque en el tomo XI del Diccionario geográfico-estadístico-histórico de España y sus posesiones de Ultramar, obra impulsada por Pascual Madoz a mediados del siglo XIX:

Villa con ayuntamiento en la provincia y diócesis de Cuenca (9 leguas), partido judicial de Huete (1), audiencia territorial de Albacete (24) y capitanía general de Castilla la Nueva (Madrid 18); Situada en la falda de una pequeña eminencia en la parte que mira al O y en su centro se eleva un risco de arena que le divide en dos porciones, una al S y otra al N; el clima es algo frío, sano y muy combatido por el viento N y O. Tiene 112 casas pequeñas y de mala construcción a excepción de tres que son regulares; las calles son malas y poco llanas; hay cárcel y casa de ayuntamiento todo en un mismo edificio; para surtido de los vecinos, tiene un pozo de agua salobre dentro de la población y varios manantiales fuera, pero todos de mala calidad; es de notar la virtud de uno de estos, pues sus aguas son vermífugas en tanto grado, que bebidas algunos días por las caballerías que padecen de rosones, se curan al poco tiempo; la escuela de primeras letras está dotada con 320 reales y una corta retribución que dan los padres de los niños, concurren de 15 a 20 de estos; al E de la villa se halla la iglesia parroquial bajo la advocación de San Martín, servida por 1 cura de primer ascenso y 1 sacristán; la ermita (Nuestra Señora de Altomira) se encuentra en la sierra de este nombre, la cual fue casa de templarios, extinguidos estos, convento de Carmelitas, y después por falta de fondos para reparar el edificio y por el excesivo frío de la sierra, tuvieron que abandonarlo. Confina el término por N Garcinarro (1/2 legua); E Huete (1); S Vellisca (1), y O Saceda de Trasierra (1 ½); a 600 pasos de la villa se halla el despoblado denominado Cuevas de Santiago, donde estuvo el lugar de este nombre y hoy solo existe una casa; su terreno es rural, flojo, bastante productivo; le cruza un pequeño arroyo, que se seca los veranos poco lluviosos y cuyas aguas se utilizan para el riego de algunos huertos; en la falda de la mencionada sierra, hay un monte de 100 fanegas de tierra poblado de mata baja de roble; los caminos son locales y se hallan en mal estado; la correspondencia se recibe de la administración de Tarancón por valijero de Huete, tres veces a la semana. Producciones: trigo, cebada, centeno, legumbres para el consumo, y vino y aceite, la cosecha de trigo suele ser de 4 a 5.000 fanegas; se cría ganado lanar, cabrío y algún vacuno; caza de liebres, perdices, conejos y algunos ciervos. Industria: la agrícola, dos molinos de aceite y 4 tejedores de telas del país; el comercio está reducido al cambio de trigo, por arroz, bacalao y otros artículos de consumo diario. Población: 111 vecinos, 441 almas. Capital productivo: 1.196.800 reales. Imponible: 59.840. El presupuesto municipal asciende a 2.500 reales y se cubre con los ramos arrendables y otros arbitrios.
En 21 de diciembre del año 1809, fue saqueada esta villa por los franceses, después de un choque que estos tuvieron con las tropas de Don Juan Martínez el Empecinado.
Diccionario geográfico-estadístico-histórico de España y sus posesiones de Ultramar

## Demografía
| Gráfica de evolución demográfica de Mazarulleque entre 1842 y 1960 |
| |
| Población de derecho según los censos de población del INE Población de hecho según los censos de población del INEEntre el censo de 1970 y el anterior, este municipio desaparece porque se integra en el municipio Puebla de Don Francisco |

Evolución de la población
| Gráfica de evolución demográfica de Mazarulleque entre 2000 y 2017 |
|                                                                    |
| Población de derecho (2000-2017) según el padrón municipal del INE |

## Patrimonio
Hay una iglesia dedicada a san Martín Obispo.